# Okgu-eup
Okgu-eup (koreanska: 옥구읍) är en köping i Sydkorea. Den ligger i kommunen Gunsan i provinsen Norra Jeolla, i den sydvästra delen av landet, 190 km söder om huvudstaden Seoul.